# Wolfgang Weiß (Politiker)
Wolfgang Weiß (* 21. November 1954 in Stendal) ist ein deutscher Hochschullehrer und war Abgeordneter im Landtag von Mecklenburg-Vorpommern (Die Linke). Er war gesellschaftlicher Mitarbeiter für Sicherheit der DDR-Staatssicherheit.

## Biografie
Wolfgang Weiß schloss 1973 den Schulbesuch mit dem Abitur ab, arbeitete als Hafenarbeiter und leistete Wehrdienst bei der Nationalen Volksarmee. Anschließend absolvierte er von 1976 bis 1980 ein Studium als Lehrer für Mathematik und Geografie. Nach einem Forschungsstudium wurde er 1984 an der Universität Greifswald in Geografie promoviert und habilitierte sich 1989. Im Zeitraum von 1989 bis 1998 wirkte er als Hochschullehrer an den Universitäten Greifswald, Passau und Paderborn. Seitdem leitet er ein privates Institut für sozialwissenschaftliche Regional- und Umweltforschung und ist als Lehrbeauftragter an der Universität Greifswald tätig.

## Politik
Weiß gehört der Partei Die Linke seit 2007 an. Er hat Mandate in der Gemeindevertretung von Süderholz und im Kreistag des Kreises Vorpommern-Rügen, dort als 2. Vizepräsident, inne. 
Er ist Kreisvorsitzender Nordvorpommern seiner Partei.
Bei der Landtagswahl in Mecklenburg-Vorpommern 2016 erhielt er einen Sitz über die Landesliste seiner Partei.

## Mitarbeiter der DDR-Staatssicherheit
Im Dezember 2017 wurden durch die Stasi-Überprüfungskommission des Schweriner Landtags neben Hinweisen für eine hauptamtliche Tätigkeit der Abgeordneten Enrico Komning (AfD) und Torsten Koplin (Linke) für das Ministerium für Staatssicherheit der DDR auch Zusammenhänge zu einer Tätigkeit von Wolfgang Weiß als gesellschaftlicher Mitarbeiter für Sicherheit (GSM) hergestellt. Weiß bestritt die Vorwürfe mit den Worten, zu einer Zusammenarbeit mit der Stasi habe er sich „niemals verpflichtet“. Er erklärte die Hinweise ferner damit, dass möglicherweise eine Sicherheitsbegleitakte aus seiner Zeit als NVA-Unteroffizier von der Stasi übernommen wurde.
Ein im August 2019 veröffentlichter Bericht der Überprüfungskommission bestätigte, dass eine inoffizielle Mitarbeit für das MfS als „erwiesen anzusehen“ sei. Aus den Unterlagen der ehemaligen Hauptabteilung ergebe sich, dass Weiß während seiner NVA-Zeit in der Mitte der siebziger Jahre etwa ein Jahr lang über andere Soldaten Bericht erstattete. Gegenstand dieser waren der Empfang von Westfernsehen, theoretische Möglichkeit der Flucht oder Ausreisepläne von Familienangehörigen eines Soldaten. Weiß habe dabei auch charakterliche Einschätzungen abgegeben. Das MfS habe Weiß’ inoffizielle Arbeit laut Bericht der Kommission als „sehr gut“ eingeschätzt. Die Berufung hierzu erfolgte 1975, darüber hinaus sei die Berufung zur vertrauensvollen Zusammenarbeit mit der Staatssicherheit schriftlich erfolgt. Der Kommission stellt fest, dass es zu weiteren Verpflichtungserklärungen oder der Vergabe eines Decknamens nicht gekommen war.